# Frères Villas-Bôas
 (novembre 2006).
Les frères Villas Bôas sont des indigénistes connus pour avoir fondé le parc national du Haut-Xingu, la plus importante réserve indigène du Brésil.
- Orlando : 12 janvier 1914 à Santa Cruz do Rio Pardo (São Paulo-Brésil) - 12 décembre 2002 à São Paulo.
- Claudio : 1916 - 1998.
- Leonardo : 1918 - 1961.

## Citations
« Parallèlement à ces pacifications, et pour honorer leur engagement humaniste vis-à-vis des Indiens contactés, les Villas Boas s’investirent dans la défense des Indiens et alertèrent les autorités et l’opinion publique dans le but de créer un territoire réservé pour ceux-ci. Après une longue lutte pleine de péripéties contre les féroces appétits fonciers des grands propriétaires du Mato Grosso et l’inertie de la bureaucratie étatique, quand ce n’était sa complicité avec les spéculateurs fonciers, les Villas Boas parvinrent à se faire écouter et à arracher la création de la première réserve indigène du pays. » Patrick Menget.
« Il serait disproportionné de ne pas dire l’appui intellectuel de Orlando et Claudio Villas Boas aux chercheurs, sous forme de conseils, de narrations, d’enseignements, donnés de façon la plus spontanée, la plus généreuse qui soit. En songeant à leur expérience et à leurs connaissances uniques, que nul ne possède qui ne paie de sa personne, on ne peut que s’étonner de cette libéralité et qu’être rempli de reconnaissance » Aurora Monod.
« À mon sens, toute politique de sauvegarde des populations indigènes en Amérique tropicale, et notamment au Brésil, devrait s’inspirer de deux principes: 1) Les langues, traditions, croyances, coutumes et institutions indigènes constituent des monuments historiques qui, pour n’être pas de pierre, font intégralement partie du patrimoine scientifique, moral et esthétique de l’humanité, au même titre que les temples égyptiens ou grecs, les cathédrales romanes ou gothiques et, à ce titre, doivent être scrupuleusement respectés. 2) Ce respect n’est possible qu’à la condition que des fractions substantielles du territoire national, convenablement délimitées, soient (comme déjà le parc du Xingu) réservées au libre développement et à la survie des espèces animales, végétales et des cultures indiennes qui y voisinent depuis des millénaires sans se faire de tort réciproque, détenant ainsi le secret d’un équilibre harmonieux entre l’homme et la nature dont les générations futures, plus sages, espérons-le, que la nôtre, sauront peut-être un jour s’inspirer. » Claude Lévi-Strauss.
« Pour continuer son œuvre, le Maréchal Cândido Rondon a trouvé des successeurs dignes de lui, les quatre frères Villas Boas, qui conduisirent, en 1946, une importante et difficile mission, connue sous le nom d’expédition Roncador-Xingù. Convaincus, eux aussi, de l’intérêt humain et scientifique qui s’attache à la survie des populations primitives, les Villas Boas ont à leur tour consacré leur existence à cette généreuse entreprise. Dès 1952, à leur initiative, une commission de spécialistes proposait au Congrès national un avant-projet de loi tendant à créer une réserve pour les Indiens do Xingù, réserve d’où devait être bannie toute propriété privée. Ce projet, toutefois, ne prit corps qu’en 1961. C’est à cette date que, par un décret du président de la République brésilienne, naquit le parc national du Haut-Xingu, sur un territoire grand comme la Belgique. » Léopold III de Belgique.

## Au sujet de leur œuvre
- Bodard Lucien : Le massacre des indiens, Paris, Gallimard, 1969
- Cowell Adrian : The decade of destruction, Londres, Headway, 1990
- Cowell Adrian : The tribe that hides from man, Londres, Pimlinco, 1995
- Cowell Adrian : The heart of the forest, Londres, Headway, 1970
- Davis Shelton : Victims of the miracle: development and the indians of Brazil, Cambridge, Cambridge University Press, 1977
- Hemming John : Die if you must, Londres, Macmillan, 2003
- Hemming John, Huxley Francis, Fuerst René, Brooks Edwin : Tribes of the Amazon Basin in Brazil 1972, Londres, Charles Knight & CO. Ltd. 1973
- Léopold III de Belgique : La Fête indienne : souvenirs d’un voyage chez les Indiens du Haut-Xingu, Paris, Librairie Hachette, 1967
- Memget Patrick : Les Indiens du Haut Xingu, in: Hutter, M. Regards sur les Indiens d’Amazonie, Paris, Éditions Muséum national d’Histoire naturelle – Musée de l’Homme, 2000
- Memget Patrick : Au nom des autres: classification des relations sociales chez les Txicao du Haut-Xingu (Brésil), École pratique des hautes études, sixième section, 1977
- Villas Bôas Filho, Orlando. Orlando Villas Bôas: expedições, reflexões e registros. São Paulo: Metalivros, 2006

### Films
- Kingdom in the jungle, dir.: Adrian Cowell. Vídeo. color, 16 mm, 1971. Prod.: ATV
- Kings of the jungle : the story of Cláudio and Orlando Villas Bôas, dir.: Chris Christophe. Vídeo color, VHS, 51 min, 1992. Prod.: Argonaut Productions
- The Tribe That Hides from Man, dir.: Adrian Cowell. 16 mm. color, 1967, Prod.: Charles Stewart, Ernest Vincze
- The Decade of destruction, dir.: Adrian Cowell. Vídeo Cor, VHS, 135 min, 1991. Prod.: Central Independent Television
- Yã Katu - O Brasil dos Villas Bôas, dir.: Nilson Villas Bôas. 2003 - Beta Filmes - 63 min
- Raoni, dir.: Jean-Pierre Dutilleux, 1967
- Xingu, dir.: Cao Hamburger. 102 min, 2011.